# Lány 63 kg-os súlyemelés a 2010. évi nyári ifjúsági olimpiai játékokon
A 2010. évi nyári ifjúsági olimpiai játékokon a súlyemelés lány 63 kg-os versenyszámát augusztus 17-én 18:00-kor rendezték meg a Toa Payoh Sports Hallban. A résztvevők legfeljebb 63 kg-os testtömeggel indulhattak.
A végeredménynél összeadódott az emelő legjobb szakítás és lökés eredménye. A versenyzőknek fogásnemenként három gyakorlat állt rendelkezésükre; az emelés eredménye a legnehezebb sikeresen felemelt súly volt.

## Eredmények
Az eredmények kilogrammban értendők.

### Végeredmény
| H     | Név                | Nemzet                 | Cs | Súly  | Szakítás | Szakítás | Szakítás | Szakítás | Lökés | Lökés | Lökés | Lökés | Össz. |
| H     | Név                | Nemzet                 | Cs | Súly  | 1        | 2        | 3        | E        | 1     | 2     | 3     | E     | Össz. |
| ----- | ------------------ | ---------------------- | -- | ----- | -------- | -------- | -------- | -------- | ----- | ----- | ----- | ----- | ----- |
| Arany | Zhazira Zhapparkul | Kazahsztán (KAZ)       | A  | 62,51 | 87       | 87       | 90       | 90       | 107   | 115   | —     | 115   | 205   |
| Ezüst | Diana Akhmetova    | Oroszország (RUS)      | A  | 58,88 | 89       | 92       | 94       | 94       | 110   | 114   | 114   | 110   | 204   |
| Bronz | Aremi Fuentes      | Mexikó (MEX)           | A  | 62,11 | 85       | 85       | 88       | 88       | 106   | 110   | 112   | 106   | 194   |
| 4.    | Neslihan Okumus    | Törökország (TUR)      | A  | 62,31 | 85       | 87       | 89       | 87       | 106   | 109   | 109   | 106   | 193   |
| 5.    | Patricia Llena     | Fülöp-szigetek (PHI)   | A  | 62,95 | 75       | 80       | 83       | 83       | 95    | 100   | 100   | 95    | 178   |
| 6.    | Michelle Kahi      | Ausztrália (AUS)       | A  | 62,43 | 69       | 74       | 74       | 74       | 85    | 92    | 95    | 92    | 166   |
| 7.    | Jessica Beed       | Egyesült Államok (USA) | A  | 62,11 | 70       | 75       | 75       | 75       | 90    | 93    | 93    | 90    | 165   |

## Fordítás
Ez a szócikk részben vagy egészben  a   Weightlifting at the 2010 Summer Youth Olympics – Girls' 63 kg című angol Wikipédia-szócikk fordításán alapul.  Az eredeti cikk szerkesztőit annak laptörténete sorolja fel. Ez a jelzés csupán a megfogalmazás eredetét és a szerzői jogokat jelzi, nem szolgál a cikkben szereplő információk forrásmegjelöléseként.